# Availles-Limouzine
Availles-Limouzine (tiếng Occitan limousin Avalhas Lemosina) là một xã, tọa lạc ở tỉnh Vienne trong vùng Nouvelle-Aquitaine, Pháp. Xã này có diện tích 57,9 km², dân số năm 2006 là 1311 người. Xã nằm ở khu vực có độ cao từ 120-224 60 m trên mực nước biển.
Dân địa phương danh xưng tiếng Pháp là Availlais.

## Hành chính
| Danh sách các xã trưởng |           |                |      |         |
| Giai đoạn               | Giai đoạn | Tên            | Đảng | Tư cách |
| mars 1989               | mars 2008 | Raymond Brunet | PCF  |         |
| mars 2008               |           | Joël Faugeroux |      |         |

## Biến động dân số
| Năm | 1962  | 1968  | 1975  | 1982  | 1990  | 1999  | 2006  |
| --- | ----- | ----- | ----- | ----- | ----- | ----- | ----- |
| Dân số | 1 524 | 1 515 | 1 397 | 1 441 | 1 324 | 1 309 | 1 311 |
| From the year 1962 on: No double counting—residents of multiple communes (e.g. students and military personnel) are counted only once. |       |       |       |       |       |       |       |